# Artašat
Artašat (armensko Արտաշատ) je mesto in mestna občina v Armeniji, ki deluje kot upravno središče province Ararat. Leži ob reki Aras na Araratski planoti, 30 km jugovzhodno od Erevana. Artašat je leta 1945 ustanovila sovjetska vlada Armenije in je dobil ime po bližnjem starodavnem mestu Artašat.
Sodobni Artašat je ob železnici Erevan – Nahičevan – Baku in Nahičevan – Tabriz ter ob cesti Erevan – Goris – Stepanakert. Ime mesta izvira iz iranskih jezikov in pomeni 'radost Arta / Aša' . Starodavni Artašat, ki ga je ustanovil kralj Artaksij I. leta 176 pr. n. št., je služil kot glavno mesto Kraljevine Armenije med letoma 185 pr. n. št. do 120. n. št. ]
Mesto Artašat je 8 kilometrov severozahodno od starodavnega mesta Artašat. Po popisu iz leta 2011 je imel 22.269 prebivalcev. Po uradni oceni za leto 2016 je imelo mesto 18.700 prebivalcev.

## Etimologija
Starodavni Artašat je poimenovan po kralju Artašu, ustanovitelju rodbine Artaksiadov antičnega kraljestva Armenija. Ime mesta izvira iz iranskih jezikov in pomeni "radost Arta". Bil je znan kot Vostan Hajoc ('dvor / grb' Armencev).

## Zgodovina

### Antika
Kralj Artaksij I. je ustanovil Artašat leta 176 pred našim štetjem v kantonu Vostan Hajoc v zgodovinski provinci Ajrarat, na mestu, kjer se je v tistih starodavnih obdobjih reka Aras pridružila reki Metsamor, blizu vrhov Khor Virap. Zgodbo o ustanovitvi poda armenski zgodovinar Mojses Khorenaci iz 5. stoletja: »Artaksij je odpotoval na mesto sotočja rek Jeraskh in Metsamor in se priklonil položaju hribov [poleg gore Ararat ], izbral ga je za lokacijo svojega novega mesta in ga poimenoval po sebi«. Glede na zapise grških zgodovinarjev Plutarha in Strabona naj bi Artašat bil izbran in razvit po nasvetu kartažanskega generala Hanibala. Vendar sodobni zgodovinarji trdijo, da ni neposrednih dokazov, ki bi to podkrepili.
Artaksij je zgradil tudi citadelo (ki se je pozneje imenovala Khor Virap in si je pridobila pomen kot mesto, kjer naj bi Tiridat III. zaprl Gregorja Razsvetitelja in dodal še druge utrdbe, vključno z obrambnim jarkom .
V času vladavine Tigrana II. se je armensko kraljestvo razširilo in osvojilo številna ozemlja na jugu in zahodu ter končno doseglo Sredozemsko morje. Zaradi oddaljenosti Artašata v širšem kontekstu cesarstva je Tigran zgradil novo prestolnico, imenovano Tigranakert. Vendar je rimski general Lukul leta 69 napadel Armenijo, premagal Tigranove sile na obrobju Tigranakerta in opustošil novo prestolnico. Medtem ko so se rimske sile v zasledovanju armenskega kralja še naprej premikale proti severovzhodu, je prišlo do druge pomembne bitke, tokrat pri Artašatu, kjer so po rimskih virih še enkrat premagali Tigrana II. Artašat je bil obnovljen kot glavno mesto Armenije v 60 letih pr. n. št..
Mesto je bilo leta 449, tik pred bitko pri Avarayrju, priča »Artašatskemu zboru«, kjer so se zbrali politični in verski voditelji krščanske Armenije, da bi razpravljali o grožnjah perzijskega sasanidskega kralja Yazdegerda II. Vendar je Artašat, potem ko je izgubil status prestolnice proti Vagharšapatu in pozneje [[ Dvinu, postopoma izgubil svoj pomen.
Natančna lokacija starodavnega Artašata je bila ugotovljena v 1920-ih, arheološka izkopavanja pa so se začela leta 1970. Arheološko najdišče starodavnega Artašata je 8 kilometrov južno od sodobnega mesta Artašat, blizu samostana Khor Virap.

### Sodobnost
Sodobno mesto Artašat je sovjetska vlada leta 1945 ustanovila kot mestno skupnost z združitvijo treh vasi: Zgornji Ghamarlu, Spodnji Ghamarlu in Novruzlu, največja pa je bila Zgornji Ghamarlu. Ime je dobil po zgodovinskem mestu Artašat.
Do 1920-ih je imela vas Zgornjo Ghamarlu veliko majhnih proizvajalcev armenskega konjaka. V času Sovjetskih dni je mesto postopoma postalo industrijsko središče, predvsem na področju predelave hrane in proizvodnje gradbenih materialov. Leta 1970 je Artašat dobil status mesta republiške podrejenosti v Armenski SSR.
Leta 1995 je Artašat z novim zakonom o ozemeljski upravi Republike Armenije postal deželno središče novoustanovljene province Ararat.

## Geografija
Artašat leži na vzhodu osrednjega dela novodobne Armenije in zavzema jugovzhodni del Araratske planote, le 3,5 km vzhodno od reke Aras na meji med Armenijo in Turčijo. Na nadmorski višini približno 830 metrov ga obvladuje gorovje Yeranos s severa, gorovje Gegham, Dahnak in Mzhkatar z vzhoda in gore Urc z jugovzhoda.
Zgodovinsko gledano je bilo sedanje ozemlje mesta del kantona Vostan Hajoc v provinci Ajrarat v sntični Armeniji.
Trenutno je Artašat razdeljen na 4 okrožja: Norvzlu, Kentron, Ghamarlu in Southwestern okrožje. Skoraj polovica prebivalcev mesta prebiva v jugozahodnem okraju. Mesto obkrožajo vasi Mrgavan, Vostan in Šahumjan s severa, vzhoda in juga.
Artašat ima hladno polsušno podnebje (Köppenska klasifikacija BSk).

## Demografija
Večina prebivalstva je etničnih Armencev, ki so se po rusko-perzijski vojni 1826–28 preselili iz iranskih mest Khoj in Salmas. Spadajo v Armensko apostolsko cerkev. Regulativni organ cerkve je Arapatska papeška škofija, ki jo vodi nadškof  s sedežem v Erevanu.
Nova mestna cerkev Surp Hovhannes (sveti Janez Evangelist) je bila posvečena 31. maja 2015.
Artašat je dom majhnih asirskih in ruskih skupnosti.

## Kultura
Kulturno življenje mesta se krepi s prisotnostjo več institucij. Mesto ima kulturno palačo, umetniško središče, imenovano po Charlesu Aznavourju, dramsko gledališče po imenu Amo Kharazjan in javno knjižnico po imenu Ohan Čubarjan (odprto leta 1948).
Med dogodki, posvečenimi 1600-letnici izuma armenske abecede, so kiparji iz cele Armenije in diaspore ustvarili številne kulturne spomenike v središču mesta. Spomenik kralja Artaksija I. stoji v središču mesta.
Antični Artaksat je mesto, kjer je bila izvedena prva gledališka predstava v zgodovini armenskega naroda. Kralj Artavazd II. (55–34 pr. n. št.) je v amfiteatru Artašat leta 53 pr. n. št. uprizoril in režiral Evripidove Bakhe z navzočnostjo kralja Oroda II. Partskega .

## Gospodarstvo
Po soočenju z resnimi težavami med gospodarsko krizo v 1990-ih v Armeniji so številna podjetja v Artašatu premagala težke razmere in začela proizvajati svoje izdelke za služenje domačemu in mednarodnemu trgu.
Trenutno so tu številna velika industrijska podjetja, ki se v glavnem ukvarjajo s predelavo hrane in gradbenim materialom. Shaumyan Alco za žganje in vodko v mestu deluje od leta 2007. Leta 2009 je Ararat Group odprla tovarno za mineralno vodo in brezalkoholne pijače.
Drugi industrijski obrati so podjetje Izipanel, specializirano za proizvodnjo sendvič plošč, pa tudi številni majhni obrati gradbenega materiala, tekstila, itd.

## Pobratena mesta
- Clamart, Francija [8] since 2003